# Belmont-Broye
Belmont-Broye – gmina (fr. commune; niem. Gemeinde) w Szwajcarii, w kantonie Fryburg, w okręgu Broye. Powstała 1 stycznia 2016 z połączenia gmin Domdidier, Dompierre, Léchelles i Russy.   

## Demografia
W Belmont-Broye mieszkają 5844 osoby. W 2020 roku 25,1% populacji gminy stanowiły osoby urodzone poza Szwajcarią.

## Transport
Przez teren gminy przebiega autostrada A1 oraz drogi główne nr 1 i nr 157.